# Nakajima Ki-43
Nakajima Ki-43 Hayabusa (jap. 隼 sokół wędrowny), nazwa kodowa aliantów Oscar – jednosilnikowy, jednomiejscowy samolot myśliwski Sił Powietrznych Cesarskiej Armii Japonii z okresu II wojny światowej.

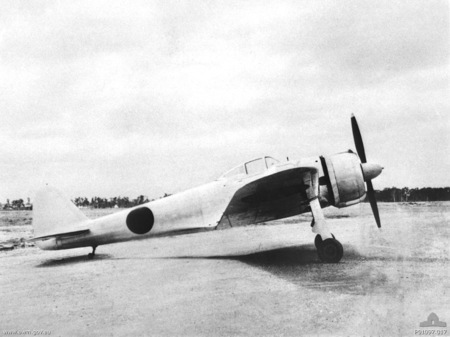

Był najliczniejszym i najważniejszym myśliwcem lotnictwa armii japońskiej podczas wojny na Pacyfiku. Produkowany był od początku wojny do jej zakończenia w sierpniu 1945.
Samolot ten jest pod wieloma względami konstrukcją przejściową, wypełniającą lukę pomiędzy jednopłatowymi, lekkimi myśliwcami ze stałym podwoziem i otwartym kokpitem, konstruowanymi w późnych latach trzydziestych, a silnie uzbrojonymi ciężkimi myśliwcami wyposażonymi we wciągane podwozie i zamkniętą kabinę z wczesnych lat czterdziestych.
Ki-43 był często mylony, zwłaszcza w początkowej fazie wojny, z myśliwcem marynarki wojennej Japonii, Mitsubishi A6M, popularnie znanym jako Zero.

## Historia
Wytwórnia Nakajima Hikoki K.K. znajdująca się w mieście Ota (około 80 km na północny zachód od Tokio) była jednym z najstarszych i najbardziej doświadczonych producentów samolotów, odpowiedzialnym za skonstruowanie i produkcję pierwszego całkowicie japońskiego myśliwca Ki-27 o parametrach porównywalnych z konstrukcjami zagranicznymi.
Prace nad jego następcą rozpoczęły się od razu po wprowadzeniu Ki-27 do służby w lotnictwie armii japońskiej. Kontrakt na tę maszynę został przyznany firmie Nakajima bez konkursu. Wymagania stawiane przed nową maszyną były następujące: prędkość maksymalna - 500 km/h, czas wznoszenia na pułap 5000 m - 5 minut, zasięg - 800 km, uzbrojenie - 2 x 7,7 mm karabiny maszynowe oraz zwrotność nie mniejsza niż poprzednik Ki-27. Nowy projekt oznaczono symbolem Ki-43. 
Kierownictwo nad zespołem projektowym objął Hideo Itokawa, który projektował również Ki-27. Zespół konstrukcyjny postanowił zbudować samolot w tej samej konfiguracji jak wcześniejszy model, czyli dolnopłata o konstrukcji całkowicie metalowej i z powierzchniami sterowymi pokrytymi płótnem. Skrzydło samolotu zostało zaprojektowane jako trójdźwigarowe jednoczęściowe, wzmocnione w celu uzyskania maksymalnej zwrotności. Zaprojektowano bardzo wąski kadłub z pokryciem metalowym. W odróżnieniu od Ki-27 nowy samolot wyposażono w pełną kabinę oraz wciągane podwozie. Koła podwozia głównego po złożeniu znajdowały się we wnękach spodniej części kadłuba.
Pierwszy lot prototypu odbył się w styczniu 1939 roku. Ogólnie zbudowano 3 prototypy wyposażone w dwurzędowy, 14-cylindrowy, chłodzony powietrzem silnik Nakajima Ha-25 o mocy 925 KM z doładowaniem. Silnik ten był odpowiednikiem silnika Sakae, w jaki wyposażano samoloty serii Mitsubishi A6M. Uzbrojenie stanowiły dwa karabiny maszynowe 7,7 mm Typ 89 zamontowane w górnej osłonie silnika i strzelające przez śmigło. Celownik sterczał z otworu w owiewce kabiny. Ponadto na osłonie silnika umieszczono maszt anteny radiowej.
Nowy samolot spełniał wymagania postawione przez armię, ale piloci nie byli zadowoleni z jego zwrotności, gorszej niż u poprzednika Ki-27. Wciągane podwozie postrzegano jako zbędny dodatek podnoszący wagę samolotu i redukujący jego zwrotność. Ponadto pełna kabina ograniczała widoczność do tyłu. Wszystkie te niedociągnięcia postawiły przyszłość Ki-43 pod znakiem zapytania.
Lotnictwo armii postanowiło jednak kontynuować testy i zamówiło dziesięć sztuk samolotów serii próbnej oznaczonych jako Ki-43-KAI. Zamówienie zrealizowano pomiędzy październikiem 1939 roku a wrześniem 1940. Samoloty te nie różniły się od prototypu, z wyjątkiem małych zmian w wyposażeniu, oraz nowego typu kabiny, podnoszącej widoczność we wszystkich kierunkach, w odróżnieniu od pierwszej z gęstymi obramowaniami, którą zakwestionowali piloci.
Druga maszyna testowa została wyposażona w nowy eksperymentalny silnik Nakajima Ha-105 z dwustopniową sprężarką. W kolejnym samolocie zamontowano parę karabinów Ho-103 kalibru 12,7 mm. W innej z kolei zastosowano m.in. nowe poszycie z duraluminium i maszt anteny po prawej stronie kadłuba. Ponadto zamontowano nowy silnik Ha-105 i karabiny Ho-103. Maszyna ta miała nowy kadłub o mniejszej średnicy oraz przeprojektowane skrzydła i usterzenie.
Jednej z maszyn testowych dodano klapy bojowe, które po opuszczeniu podczas lotu umożliwiały uzyskanie większej prędkości wznoszenia oraz zmniejszenie promienia skrętu. Ta zwiększająca zwrotność modyfikacja zyskała doskonałe opinie u pilotów.
Dowództwo armii orzekło, że zwrotność samolotu dzięki zastosowaniu klap bojowych jest zadowalająca i złożyło zamówienie na pierwszą partię myśliwca. Maszyny seryjne były bardzo podobne do tych z serii testowej, ale wyposażono je w 950-konny silnik gwiazdowy Nakajima Ha-25.

## Ki-43-I
Pierwsza wersja produkcyjna została oznaczona jako Myśliwiec Armii Wzór 1 Model 1A. Nadano mu nazwę Hayabusa (sokół wędrowny). W kwietniu 1941 roku wszedł do produkcji Ki-43-Ia, wyposażony we wzmocniony silnik Ha-25 Typ 99 o mocy 980 KM, po ujednoliceniu systemu oznaczeń przez armię i marynarkę znany także pod nazwą Ha-25/12. Na początku wyposażony w dwułopatowe drewniane śmigło o stałym skoku, wkrótce zamienione na metalowe o zmiennym skoku. Uzbrojenie stanowiły dwa karabiny 7,7 mm Typ 89 strzelające przez śmigło. Ponadto samolot był wyposażony w dwa węzły dla dodatkowych podwieszanych zbiorników paliwa w centralnej części płata.
Pierwsze myśliwce Ki-43-Ia zostały dostarczone do 59 i 64 Dywizjonów (Sentai) w październiku 1941 roku w osiem miesięcy po rozpoczęciu produkcji w fabryce w Ota. Po wybuchu wojny z USA zostały przebazowane do Chin.
Następna wersja Ki-43-Ib miała wzmocnione uzbrojenie poprzez zamianę jednego z karabinów Typ 89 kalibru 7,7 mm na 12,7 mm karabin Ho-103. Kolejna wersja Ki-43-Ic została wyposażona w dwa karabiny Ho-103 i był to główny wariant produkcyjny samolotów tego typu.
W okresie od kwietnia 1941 do lutego 1943 wyprodukowano 716 sztuk samolotu w wersji Ki-43-I.
W momencie wybuchu wojny na Pacyfiku do jednostek dostarczono tylko 40 sztuk myśliwców Ki-43 które weszły w skład 59 i 64 dywizjonu myśliwskiego na Półwyspie Malajskim. Podczas bombardowań Hongkongu i Birmy wchodziły w skład osłony bombowców Mitsubishi Ki-21 (Bombowiec Armii Typ 97).
Ponieważ istnienie Ki-43 było okryte tajemnicą, pierwsze spotkania z myśliwcami Curtiss P-40 Warhawk należącymi do amerykańskich ochotników i Brewster F2A Buffalo z 67 dywizjonu RAFu były dla aliantów kompletnym zaskoczeniem. Parametry japońskiego myśliwca były znacząco lepsze niż jakiejkolwiek maszyny alianckiej w pierwszym roku wojny na Pacyfiku. Mimo że Hayabusa stała się postrachem alianckich myśliwców, maszyna ta była praktycznie nieznana w Japonii, w przeciwieństwie do współczesnego mu myśliwca cesarskiej marynarki wojennej, Mitsubishi Zero. Dlatego też w kwietniu 1943 dowództwo armii postanowiło ujawnić istnienie Ki-43.
W porównaniu z Mitsubishi A6M2 Reisen, Ki-43 był trochę mniej zwrotny, miał mniejszą prędkość wznoszenia i słabsze uzbrojenie strzeleckie. Nie posiadał również opancerzenia kabiny pilota i zbiorników paliwa.
W nomenklaturze kodowej aliantów Ki-43 otrzymał kryptonim Oscar. W tym samym czasie na frontach Azji południowo-wschodniej (Chiny, Birma i Indie) ten sam samolot oznaczano jako Jim, ponieważ sądzono, że jest to wersja samolotu Ki-27 z wciąganym podwoziem. Po wyjaśnieniu tej pomyłki ujednolicono kryptonim do „Oscar”.
Po zastąpieniu Ki-43-I przez nowocześniejsze i lepiej uzbrojone wersje, myśliwiec ten był używany do zaawansowanego szkolenia pilotów. Część maszyn trafiła także do sprzymierzonych z Japonią Królewskich Sił Powietrznych Tajlandii, gdzie wykorzystywano je do 1949 roku.

## Ki-43-II
W lutym 1942 pięć samolotów w wersji Ki-43-I zostało wyposażonych w nowy 1150-konny silnik Nakajima Ha-115 Typ 1 (wersja rozwojowa wcześniejszego Ha-25) z dwustopniową sprężarką i napędzający trójłopatowe metalowe śmigło. Wlot powietrza do sprężarki przeniesiono z dolnej na górną część osłony silnika. Wloty powietrza do gaźników pozostały w jego dolnej części. Zmniejszono rozpiętość skrzydeł o 0,6 m i ich powierzchnię o 0,6 m² w celu zwiększenia prędkości na małych i średnich wysokościach.
Kabina pilota wraz z osłoną została podniesiona, dodano też nowy celownik. Węzły podwieszeń zostały wzmocnione, aby umożliwić przenoszenie 250-kilogramowych bomb. W odpowiedzi na zarzuty pilotów, że Ki-43 jest bardzo wrażliwy na uszkodzenia w warunkach bojowych, dodano również prowizoryczne opancerzenie kabiny pilota oraz samouszczelniające się zbiorniki paliwa w skrzydłach.
Ulepszony myśliwiec wszedł do produkcji jako Myśliwiec Armii Wzór 1 Model 2A (Ki-43-IIa).
Już od początku produkcji samolotu w wersji Ki-43-IIa wprowadzano zmiany, więc główną wersją produkcyjną był Ki-43-IIb tylko nieznacznie różniący się od wersji IIa. Między innymi przesunięto chłodnicę oleju oraz węzły podwieszeń bomb w taki sposób, aby podczas bombardowania w stromym locie nurkowym uchronić bomby przed uderzeniem w śmigło.
Myśliwiec Ki-43-II był produkowany licencyjnie w fabrykach Tachikawa Dai-Ichi Rikugun Kokusho (zaniechano produkcji ze względu na brak doświadczenia po wyprodukowaniu 49 sztuk wersji IIa) i Tachikawa Hikoki K.K. (do końca wojny wyprodukowano łącznie 2629 sztuk wersji II i III). W macierzystej fabryce Nakajima powstało 2500 sztuk samolotu w wersji II.

## Ki-43-III
Ki-43-IIIa był ostatnim wariantem myśliwca. W maju 1944 rozpoczęto budowę 10 prototypów. Płatowiec był identyczny jak w Ki-43-KAI, ale zastosowano nowy silnik Nakajima Ha-115-II Sakae, osiągający moc 1230 KM na wysokości 3000 m. Produkcja seryjna rozpoczęła się w grudniu 1944 roku, głównie w fabrykach Tachikawa Hikoki K.K.
Ki-43-IIIa używano do obrony Tokio oraz innych dużych miast japońskich, a także do ataków samobójczych w końcowej fazie wojny na Pacyfiku.

## Dane lotno-techniczne
| Wersja              | Ki-43-Ia                                                      | Ki-43-IIb                                                                            | Ki-43-IIIa                                                                            |
| Długość             | 8,832 m                                                       | 8,920 m                                                                              | 8,920 m                                                                               |
| Wysokość            | 3,270 m                                                       | 3,085 m                                                                              | 3,273 m                                                                               |
| Rozpiętość          | 11,437 m                                                      | 10,837 m                                                                             | 10,837 m                                                                              |
| Powierzchnia        | 22,0 m²                                                       | 21,4 m²                                                                              | 21,4 m²                                                                               |
| Silnik              | Nakajima Ha-25 (950 KM)                                       | Nakajima Ha-115 (1150 KM)                                                            | Nakajima Ha-115-II (1190 KM)                                                          |
| Masa własna         | 1580 kg                                                       | 1975 kg                                                                              | 2040 kg                                                                               |
| Masa maksymalna     | 2243 kg                                                       | 2620 kg                                                                              | 3060 kg                                                                               |
| Prędkość maksymalna | 495 km/h na pułapie 4000 m                                    | 548 km/h na pułapie 6000 m                                                           | 555 km/h na pułapie 6100 m                                                            |
| Prędkość przelotowa | 320 km/h na pułapie 4000 m                                    | 345 km/h na pułapie 4000 m                                                           | ??                                                                                    |
| Zasięg              | 860 km 1200 z dodatkowymi zbiornikami                         | 1760 km 3200 z dodatkowymi zbiornikami                                               | 2120 km 3200 z dodatkowymi zbiornikami                                                |
| Pułap               | 11 790 m                                                      | 11 200 m                                                                             | 11 400 m                                                                              |
| Uzbrojenie          | - 2 km kal. 7,7 mm Typ 89; - 2 zbiorniki paliwa po 200 litrów | - 2 km kal. 12,7 mm Typ 1; - 2 bomby po 30 kg lub - 2 zbiorniki paliwa po 200 litrów | - 2 km kal. 12,7 mm Typ 1; - 2 bomby po 250 kg lub - 2 zbiorniki paliwa po 200 litrów |